# Dungani
Dungani (ruski: Дунгане, dunganski: Хуэйзў Huejzw) je izraz koji se koristi na područjima bivšeg Sovjetskog Saveza koji se odnosi na muslimanski narod kineskog podrijetla.  Govornici turkijskog jezika u kineskoj provinciji Xinjiang također se odnose na pripadnika ove etničke skupine. Međutim u Kini pripadnici ove etničke grupe zovu se Hueji (Hui).
U popisima iz sada neovisnih država bivšeg Sovjetskog Saveza, Dungani koji se broje odvojeno od Kineza, mogu se naći u Kazahstanu (36.900 prema popisu iz 1999.), Kirgistanu (58.409 prema popisu stanovništva iz 2009.) i Rusiji (801 prema popisu stanovništva iz 2002. godine).
Prvi Dungani koji se pojavljuju u središnjoj Aziji potječe iz Kuldja i Kashgara, a služili su kao robovi. Tokom rata u 19. stoljeću tri skupine Dungana preko planina Tian Shan seli u Rusko Carstvo.  Prva skupina, od nekih 1000 ljudi, porijeklom iz Turpana u Xinjiangu naselila se kod Oša na jugu Kirgistana. Druga skupina podrijetlom iz Didaozhoua u Gansu u proljeće 1878. naseljava se u selu Yrdyk (ruski: Ирдык ili Ырдык) oko 15 km od Karakola u istočnom Kirgistanu. Treća skupina, podrijetlom iz Shaanxia naselila se u selu Karakunuz (sada Masanči) u Kazahstanu.
Dungani govore dungaskim jezikom, kojeg oni nazivaju "Huij jezik" (Хуэйзў йүян ili Huejzw jyian), sličn je zhongyuan dijalektu mandarinsko kineskog koji je naširoko govorio na jugu Gansua i zapadno od Guanzhonga u Shaanxi u Kini. Poput drugih kineskih jezika, dunganski je tonski, a postoje dva glavna narječja. Za razliku od drugih manjinskih nacionalnosti u središnjoj Aziji većina dungana su trojezični. Više od dvije trećine Dungana također govori ruski, a mali postotak kirgiski ili neki drugi jezik.

## Vanjske poveznice
- Dungansko vjenčanje u Kirgistanu  Arhivirana inačica izvorne stranice od 17. prosinca 2012. (Wayback Machine)
- Dungani Forum (rus)  Arhivirana inačica izvorne stranice od 20. kolovoza 2010. (Wayback Machine)